# اوندژی سوکول
اوندژی سوکول (چکی: Ondřej Sokol؛ زادهٔ ۱۶ اکتبر ۱۹۷۱) بازیگر، کارگردان و مجری تلویزیون اهل کشور جمهوری چک است. سوکول در شومپرک چکسلواکی به دنیا آمد. 
از فیلم‌ها یا برنامه‌های تلویزیونی که وی در آن نقش داشته‌است می‌توان به ساختمان پزشکان در باغ رز اشاره کرد.